# Кристин (галицький єпископ)
Кристин (помер бл. 1371) — католицький священник, францисканець, учасник місії католицької церкви до Королівства Русі. В 1365 році призначений першим в історії єпископом Галицьким, ще до офіційного встановлення єпархії.